# ヨースタ・ミッタク＝レフラー

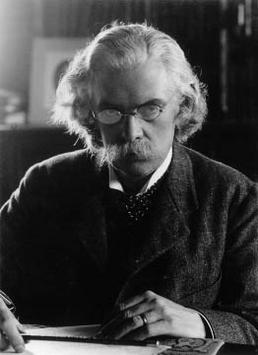
ヨースタ・ミッタク＝レフラー

マグナス・グスタフ・（ヨースタ）・ミッタク＝レフラー（Magnus Gustaf (Gösta) Mittag-Leffler、1846年3月16日 - 1927年7月7日）は、スウェーデンの数学者。複素解析の創始者。

## 生涯
ストックホルム生まれ。父は教師のジョン・オロフ・レフラー。母はグスタヴァ・ヴィルヘミナ・ミッタク。母親の旧姓を名乗ったのは後年のことである。作家のAnne Charlotte Lefflerは妹。1865年、ウプサラ大学入学。1872年、同大学博士、同大学講師。ウプサラ大学Stockholms nation（学生会）の議長も務めた。
その後、パリ大学、ゲッティンゲン大学、ベルリン大学を経て、1877年から1881年までヘルシンキ大学教授。1891年から1892年までストックホルム・カレッジ（ストックホルム大学の前身）学長を務め、1911年に大学を退官した。その後、自らの意思で実業界に飛び込んだが、1922年の恐慌によって資産を失った。
スウェーデン王立科学アカデミー（1883年）、フィンランド科学文学協会（1878年、後に名誉会員）、ウプサラのスウェーデン王立科学協会、ルンドの王立地学協会（1906年）、保ロンドンの王立科学協会、パリ科学アカデミーなど30余りの外国の科学協会の会員であった。また、オックスフォード大学などから名誉学位を授与されている。 
1882年、妻のSigne Lindforsから投資を受け、数学誌Acta Mathematicaを創刊した。また、フィンランドに住み、多数の数学書や数学に関連する書籍を別荘を置いたストックホルム郊外のDjursholmの地に集めた。別荘と蔵書はミッタク＝レフラー研究所として科学アカデミーに寄付された。

## アルフレッド・ノーベルとの関係
アルフレッド・ノーベルがノーベル数学賞を設けなかった理由としてミッタク＝レフラーとの確執が原因とされることがある。詳細はノーベル賞#ノーベル数学賞を参照。